# John Hicks
John Richard Hicks (8 tháng 4 năm 1904 – 20 tháng 5 năm 1989) là một nhà kinh tế học lỗi lạc người Anh, đoạt giải Nobel Kinh tế năm 1972 (cùng với Kenneth J.Arrow) vì những cống hiến xuất sắc cho lý luận về phân tích cân bằng tổng thể và phúc lợi trong kinh tế học.
Hicks học kinh tế học tại Trường Kinh tế London và Đại học Oxford. Chính tại Trường Kinh tế London, ông đã tìm hiểu các trường phái kinh tế học khác nhau. Những đóng góp học thuật đầu tiên của ông là trong lĩnh vực kinh tế học vi mô. Trong công trình "Theory of Wages", công bố lần đầu vào năm 1930 và in sách năm lần đầu năm 1932, ông đã đưa ra lý luận về độ co dãn thay thế. Tiếp đó, đến năm 1934, trong công trình "A Reconsideration of the Theory of Value" đồng tác giả với R.G.D. Allen, Hicks đã đưa ra một cách phân tách cho phương trình Slutsky thành các tác động thay thế và tác động thu nhập, thuyết minh hết sức rõ ràng cách xây dựng đường cầu bằng cách sử dụng đường bàng quan và đường chế ước ngân sách, và xác định quan hệ bằng đẳng thức giữa tỷ lệ thay thế biên và giá tương đối.
Trong lĩnh vực kinh tế học vĩ mô, đóng góp của ông nổi bật ở công trình "Mr. Keynes and the Classics" công bố năm 1937. Tại đây, ông đã đưa ra mô hình IS-LM và sơ đồ thuyết minh cho mô hình.
Năm 1939, Hicks lại công bố công trình "Value and Capital". Phần lớn lý thuyết về cân bằng tổng thể sau này lấy công trình này làm nền tảng. Chính Hicks cũng là người phát triển khái niệm về điểm cân bằng tạm thời.
Trong phân tích phúc lợi kinh tế, đóng góp lớn nhất trong nhiều đóng góp của Hicks là đưa ra thước đo tính hiệu quả của phân bổ nguồn lực (hiệu quả Kaldor-Hicks).

## Các tác phẩm đã xuất bản
- 1932, 2nd ed., 1963. The Theory of Wages. London, Macmillan.
- 1934. "A Reconsideration of the Theory of Value," with R. G. D. Allen, Economica.
- 1937. "Mr Keynes and the Classics: A Suggested Interpretation," Econometrica.
- 1939. "The Foundations of Welfare Economics", Economic Journal.
- 1939, 2nd ed. 1946. Value and Capital. Oxford: Clarendon.
- 1940. "The Valuation of Social Income," Economica, 7:105–24.
- 1941. "The Rehabilitation of Consumers' Surplus," Review of Economic Studies.
- 1942. The Social Framework: An Introduction to Economics.
- 1950. A Contribution to the Theory of the Trade Cycle, Oxford: Clarendon.
- 1956. A Revision of Demand Theory, Oxford: Clarendon.
- 1958. "The Measurement of Real Income," Oxford Economic Papers.
- 1959. Essays in World Economics, Oxford: Clarendon.
- 1961. "Measurement of Capital in Relation to the Measurement of Other Economic Aggregates", in Lutz and Hague, editors, Theory of Capital.
- 1965. Capital and Growth. Oxford: Clarendon.
- 1969. A Theory of Economic History. Oxford: Clarendon. Scroll to chapter-preview links.
- 1970. "Review of Friedman", Economic Journal.
- 1973. "The Mainspring of Economic Growth", Nobel Lectures, Economics 1969–1980, Editor Assar Lindbeck, World Scientific Publishing Co., Singapore, 1992.
- 1973. Autobiography for Nobel Prize
- 1974. "Capital Controversies: Ancient and Modern", American Economic Review.
- 1975. "What Is Wrong with Monetarism", Lloyds Bank Review.
- 1976. Economic Perspectives. Oxford: Clarendon
- 1979, "The Formation of an Economist." Banca Nazionale del Lavoro Quarterly Review, no. 130 (September 1979): 195–204.
- 1980. "IS-LM: An Explanation," Journal of Post Keynesian Economics.
- 1981. Wealth and Welfare: Vol I. of Collected Essays in Economic Theory. Oxford: Basil Blackwell.
- 1982. Money, Interest and Wages: Vol. II of Collected Essays in Economic Theory. Oxford: Basil Blackwell.
- 1983. Classics and Moderns: Vol. III of Collected Essays in Economic Theory. Oxford: Basil Blackwell.
- 1989. A Market Theory of Money. Oxford University Press.